# Franz Duhne
Franz Johann Wilhelm Duhne (* 2. Juli 1880 in Barmbek; † 12. Dezember 1945 in Milwaukee) war ein deutscher Mittelstrecken- und Hindernisläufer.
1898 in Hamburg und 1899 in Pforzheim wurde er Deutscher Meister im 1500-Meter-Lauf. Damit war er der erste Deutsche Leichtathletikmeister, dem die Verteidigung seines Titels gelang. 1900 und 1902 wurde er jeweils Dritter im 200-Meter-Lauf.
Bei den Olympischen Spielen 1900 in Paris wurde er jeweils Sechster über 2500 Meter Hindernis und 4000 Meter Hindernis.
Franz Duhne startete für SC Germania Hamburg, einen der Vorläufervereine des Hamburger SV. 1902 emigrierte er in die Vereinigten Staaten. 1939 erhielt Francis Duhne die US-Staatsbürgerschaft.